# Das Zimmermädchen und der Millionär
Das Zimmermädchen und der Millionär ist ein deutscher Fernsehfilm aus dem Jahr 2004. Die Erstausstrahlung am 12. Oktober 2004 auf Sat.1 sahen 6,5 Millionen Zuschauer.

## Handlung
In seinem eigenen Hotel Ritz wird Johannes von Sophie für den erwarteten Aushilfskellner gehalten und kurzerhand in die vermeintliche Aufgabe eingearbeitet. Johannes lässt sich darauf ein und lernt so den Hotelbetrieb und die Mitarbeiter von einer neuen Perspektive her kennen. Und er verliebt sich in Sophie, nicht ahnend, dass sie mit Alain Tavernier liiert ist, der das Hotel kaufen will.

## Kritiken
„Ein von der Geschichte zwar nicht übermäßig originelles, aber sehr flott und unterhaltsam geschriebenes Drehbuch von Christoph Darnstädt, das denn auch prompt ein Jahr später mit dem ‚Deutschen Fernsehpreis‘ ausgezeichnet wurde. Die Mischung sorgt für 90 charmante Minuten, die leider dann ein doch recht abruptes Ende finden.“

„Märchenhaft-triviale (Fernseh-)Komödie, die schamlos einschlägige Kinovorbilder abkupfert. Etwas Sympathie für den Film keimt durch die soliden Darsteller auf.“

„Regisseur Andreas Senn […] erzählt hier […] mit komödiantischen Zügen ein typisches modernes Liebesmärchen […]. Dank der sympathischen Darsteller verzeiht man auch die ein oder andere Drehbuchschwäche.“

## Auszeichnungen
Christoph Darnstädt wurde für den Film mit dem Deutschen Fernsehpreis 2005 für das Beste Buch (Fernsehfilm) ausgezeichnet. Hauptdarsteller Mišel Matičević wurde im selben Jahr für seine Leistung in diesem Film und in Hotte im Paradies als Bester Schauspieler (Fernsehfilm) nominiert.